# كريستوفر لوك
كريستوفر لوك (بالإنجليزية: Christopher Locke)‏ هو كاتب أمريكي، ولد في 12 نوفمبر 1947.

## وصلات خارجية
- كريستوفر لوك على موقع ميوزك برينز (الإنجليزية)